# Filip De Wilde
Filip Alfons de Wilde (Zele, 1964. július 5. –) belga válogatott labdarúgókapus.
A belga válogatott tagjaként részt vett az 1990-es, az 1994-es és az 1998-as világbajnokságon illetve a 2000-es Európa-bajnokságon.

## Sikerei, díjai
Beveren
- Belga bajnok (1): 1983–84
- Belga kupa (1): 1982–83
- Belga szuperkupa (1): 1984

Anderlecht
- Belga bajnok (6): 1990–91, 1992–93, 1993–94, 1994–95, 1999–00, 2000–01
- Belga kupa (3): 1987–88, 1988–89, 1993–94
- Belga szuperkupa (6): 1991, 1993, 1994, 1995, 2000, 2001